# Пишний Василь Іванович
Отець Василь (в миру — Васи́ль Іва́нович Пи́шний) (нар. 5 жовтня 1943, Широке, УРСР) — український священник, ігумен Православної Церкви України (до 2019 року — УПЦ МП). Настоятель Свято-Покровської церкви (Рубанівське).

## Життєпис
Василь Пишний народився у лоцманському селі Широке на Дніпропетровщині. Служив у військах ППО ЗС СРСР у Львові. Вчився на біофаці в ДГУ. Потім вчився в ЛДС і МДА. Священицьке служіння розпочав 1969 року. Служив в Ярославському кафедральному соборі, потім в Бодайбо (Сибір), в церкві Різдва Христового. З 1997 року - в Україні, в Рубанівській церкві Покрови Пресвятої Богородиці.
З ініціативи отця Василя в Рубанівському було відкрито хату-музей поета й етнографа Івана Манжури та організовано на його честь щорічне поетичне свято.
Наприкінці грудня 2018 року, ще до офіційного отримання Томосу про автокефалію, отець Василь після служби виніс на розсуд вірян пропозицію про перехід під юрисдикцію новоствореної ПЦУ, яку громада одноголосно підтримала. Таким чином рубанівська Свято-Покровська церква стала першим храмом на лівобережній Україні, що виказав вірність об'єднаній українській церкві. 

## Книговидання
Отець Василь заснував благодійне видавництво «Навіки» та ініціював упорядкування і друк безкоштовних книг-дарунків, підготовкою яких займалися священники його храму та віряни. Основою для видань стали здебільшого статті та оповіді етнографічного, патріотичного і релігійного характеру. Протягом 2008—2018 років було видано
Окрім того, було видано поетичні збірки та спогади Івана Манжури, Лесі Степовички, Михайла Пишного (брата отця Василя) та інших.
- Іван Манжура. Три казки. — Рубанівське : Навіки, 2018. — 99 с.
- Михайло Пишний. Драбина. — Рубанівське : Навіки, 2018. — 203 с.
- Леся Степовичка. І со духом твоїм. Поезія. Проза. — Дніпро : Навіки, 2015. — 102 с.
- Іван Манжура. Іван Голик. Поема-казка. — Дніпро : Навіки, 2015. — 64 с.
- Іван Манжура. Трьомсин Богатир. Поема-казка. — Дніпро : Навіки, 2012. — 193 с.